# Род Стюарт
Род Стюарт, CBE (на английски: Rod Stewart) е британски рок певец. Той е един от най-продаваните музикални творци на всички времена, като е продал над 100 милиона бройки по света.
В Обединеното кралство певецът има шест последователни албума номер едно, и сметката му от 62 хит сингъла включва 31, които достигат първата десетка, шест от които – първа позиция. Той има общо 16 сингъла в топ 10 на Съединените щати, като четири от тях достигат номер едно в Хот 100 на сп. „Билборд“. През 2007 г. получава титлата Командор на Ордена на Британската империя в двореца Бъкингам за заслуги в музиката.
Бил е женен за Брит Екланд, актриса и манекенка, и за Рейчъл Хънтър – модел. Има 8 деца от 5 жени. От третия си брак, с модела Пени Ланкастър, има 2 деца – синовете Алистър, роден на 22 декември 2005 г., и Айдън, роден на 16 февруари 2011 г.

## Биография

### Произход и детски години
Родерик Дейвид Стюърт е роден на 10 януари 1945 година в северното предградие на Лондон Хайгейт като най-малкото от петте деца на Робърт Джоузеф Стюарт (1904 – 1990) и Елси Ребека Гилбарт (1905 – 1996). Баща му е шотландец и първоначално е майстор строител в Единбург, а майка му е англичанка от северен Лондон. Двамата се женят през 1928 година и им се раждат двама синове и две дъщери, докато живеят в Шотландия, след което се преместват в Хайгейт. Род Стюарт е роден в дома им осем години след предишното им дете, в последните месеци на Втората световна война.
Семейството на Стюарт е средно заможно и той е глезен като най-малкото дете, като по-късно определя детството си като „фантастично щастливо“. Учи в местното начално училище без изключителни успехи и дори се проваля на финалните изпити, а след това посещава основно училище в Мъсуел Хил. След като баща му се оттегля от строителния занаят, той купува магазин за вестници и семейството отива да живее в помещения над него. По това време Род Стюарт се занимава активно с железопътен моделизъм.

### Начало на кариерата
До края на 60-те години изпълнява ритъм енд блус и привлича вниманието на Лонг Джон Болдри, като известно време участва в неговата група. По-късно пее в групите „Стиймпакет“ и „Шотгън“, солист в групата на Джеф Бек (записва с него 2 албума – „Truth“, 1968 г. и „Beck Ola“, 1969 г.).

### Фейсес и солова кариера
През 1970 г. основава с Рони Уд и трима бивши членове на „Смол Фейсес“ групата „Фейсес“. След 1971 г. отделни песни и албуми заемат челни места в класациите в Англия и САЩ, а концертите му имат огромен успех. Групата му се разпада през 1975 г., след което певецът прави солова кариера.

## Албуми
- „The Rod Stewart Album“ (1969),
- „Gasoline Alley“ (1970),
- „Every Picture Tells a Story“ (1971),
- „Never a Dull Moment“ (1972),
- „Sing it Again, Rod“ (1973),
- „Smiler“ (1974),
- „Atlantic Crossing“ (1975),
- „A Night on the Town“ (1976),
- „Foot Loose and Fancy Free“ (1977),
- „Blondes Have More Fun“ (1978),
- „Greatest Hits“ (1979),
- „Foolish Behaviour“ (1980),
- „Tonight I’m Yours“ (1981),
- „Rod the Mod“ (1981),
- „Maggie May“ (1981),
- „Absolutely Live“ (1982),
- „Body Wisher“ (1983),
- „Camouflage“ (1984),
- „Rod Stewart“ (1986),
- „Still The Same... Great Rock Classics Of Our Time“ (2006),
- „Soulbook“ (2009)
- „Once in a Blue Moon: The Lost Album“ (2010),
- „Fly Me to the Moon... The Great American Songbook Volume V“ (2010),
- „Merry Christmas, Baby“ (2012),
- „Time“ (2013),
- „Another Country“ (2015),
- „Blood Red Roses“ (2018),
- „The Tears of Hercules“ (2021),
- „Swing Fever“ with Jools Holland (2024).

## За него
- Bradley, Lloyd. Rod Stewart: Every Picture Tells a Story: The Illustrated Biography.   London, Aurum Press, 1999. ISBN 1-85410-657-0.
- Burton, Peter. Rod Stewart: A Life on the Town.   New English Library, 1977. ISBN 0-450-03429-1.
- Carson, Annette. Jeff Beck: Crazy Fingers.   Hal Leonard Corporation, 2001. ISBN 0-87930-632-7.
- Coleman, Ray. Rod Stewart – The Biography.   Pavilion Books, 1994. ISBN 1-85793-586-1.
- Cromelin, Richard. Rod Stewart: A Biography in Words & Pictures.   Sire Books, 1976.
- Giuliano, Geoffrey. Rod Stewart: Vagabond Heart.   Carroll & Graf Publishers, 1993.
- Gray, John. Rod Stewart: The Visual Documentary.   London, Omnibus Press, 1992. ISBN 0-7119-2906-8.
- Heilemann, Wolfgang, Thomas, Sabine. Rod Stewart: Live, Private, Backstage: Photos 1970 – 1980.   Schwarzkopf & Schwarzkopf, 2005. ISBN 3-89602-647-X.
- Hinman, Doug. The Kinks – All Day and All of the Night: Day-By-Day Concerts, Recordings and Broadcasts, 1961 – 1996.   Hal Leonard Corporation, 2004. ISBN 0-87930-765-X.
- Jasper, Tony. Rod Stewart.   Octopus Books, 1977. ISBN 0-7064-0666-4.
- Kitts, Thomas M. Ray Davies: Not Like Everybody Else.   New York, Routledge, 2008. ISBN 0-415-97768-1.
- Marcus, Greil. Rod Stewart //  The Rolling Stone Illustrated History of Rock & Roll. Revised and Updated.   Random House/Rolling Stone Press, 1980. ISBN 0-394-73938-8. с. 377 – 380. Посетен на 7 март 2016.
- The New Rolling Stone Record Guide.   Random House/Rolling Stone Press, 1983. ISBN 0-394-72107-1.
- Melly, Jim. 'Last orders, please': Rod Stewart, the Faces and the Britain we forgot.   Ebury Press, 2003. ISBN 0-09-188618-X.
- Moritz, Charles (ed.). Current Biography Yearbook 1979.   New York, H. W. Wilson Company, 1980.
- Pidgeon, John. Rod Stewart and the Changing Faces.   Panther Books, 1976. ISBN 0-586-04650-X.
- Stewart, Rod. Rod: The Autobiography.   London, Century, 2012. ISBN 1-78089-052-4.
- Tremlett, George. The Rod Stewart Story.   Futura Publications, 1976. ISBN 0-86007-351-3.
- Wooldridge, Max. Rock 'n' Roll London.   Macmillan Publishers, 2002. ISBN 0-312-30442-0.